# Get Away (canción de Mitchel Musso)
«Get Away» es el primer sencillo del cantautor Mitchel Musso, estrenado el 2 de noviembre de 2010, bajo el sello de 717 Records. La canción es del género pop-rock y cuenta con un vídeo musical para su promoción. 

## Vídeo musical
Es un vídeo muy original ya que cuenta con estilos musicales diferentes. El vídeo comienza anunciando el nombre del sencillo y también anunciando el nombre del EP. En todo el transcurso del vídeo se ve al artista como escribió la canción y como será aceptada por los críticos. Se ve la presencia de chicas, como prácticamente en todos los vídeos del artista suele hacer.

## Posicionamiento
| Listas (2008)                 | Posición |
| ----------------------------- | -------- |
| Australian Hitseekers Singles | 99       |
| U.S. Billboard Hot 100        | 81       |

- Datos: Q5848527